# Esseiachryson minutum
Esseiachryson minutum là một loài bọ cánh cứng trong họ Cerambycidae.